# لو جونسون
لو جونسون (بالإنجليزية: Lou Johnson)‏ هو لاعب كرة قاعدة أمريكي، ولد في 22 سبتمبر 1934 في ليكسينغتون في الولايات المتحدة.

## وصلات خارجية
- لو جونسون على موقع دوري كرة القاعدة الرئيسي (الإنجليزية)
- لو جونسون على موقعبيزبول رفرنس.كوم (الدوري الرئيسي) (الإنجليزية)
- لو جونسون على موقعبيزبول رفرنس.كوم (الدوري الثانوي) (الإنجليزية)